# (12088) Macalintal
(12088) Macalintal (1998 HZ31) – planetoida z pasa głównego asteroid okrążająca Słońce w ciągu 3,62 lat w średniej odległości 2,35 j.a. Odkryta 20 kwietnia 1998 roku.